# Ororo

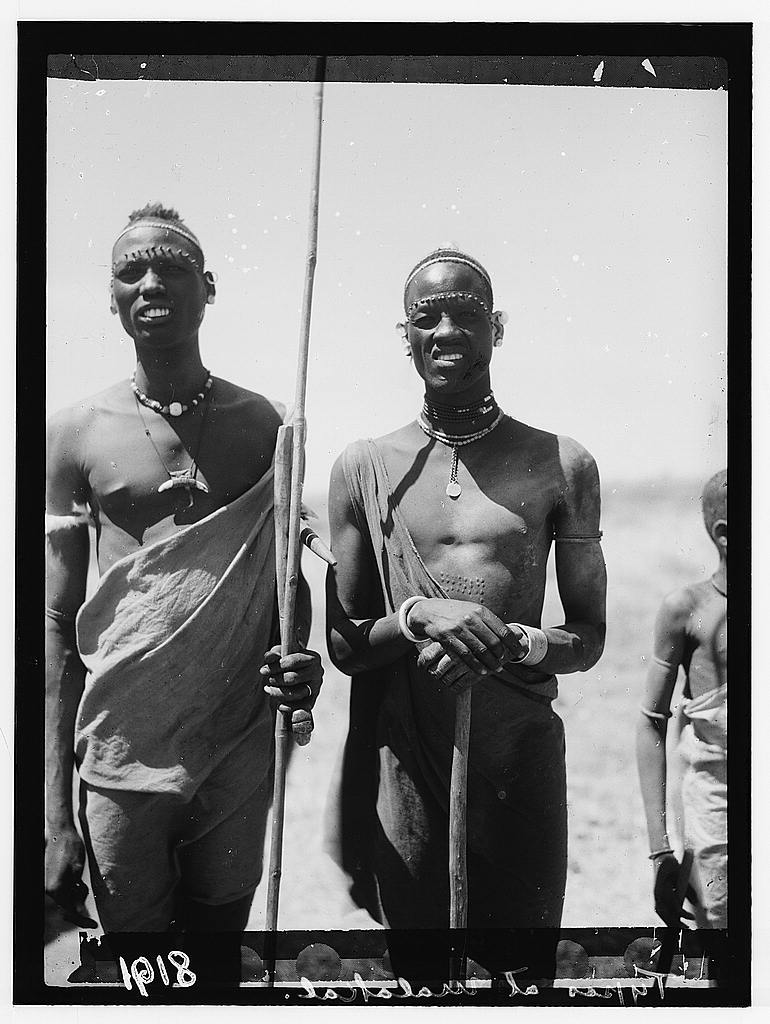
Deux hommes Shilluk en 1936.

Les Ororo (ou « fils d'une foule de fillettes ») sont une catégorie sociale du peuple Shilluk et constituent une branche de la lignée royale qui a perdu ses droits à la succession monarchique. Les Ororo ne diffèrent pas du reste de la population mis à part leurs importantes fonctions rituelles en lien avec la royauté inaugurée par Nyikang.

## Origine légendaire
Au temps du roi Odak, les Shilluk ont été vaincus après une bataille contre les Funj du Sennar. Compte tenu de ce revers, il fut décidé lors d'un conseil de guerre d'aller à l'encontre de la coutume et d'engager tous les fils royaux dans un combat fixé au jour suivant. Tous les princes traversèrent la rivière pour livrer bataille à l'exception du prince Duwat. Tous les princes, dont Pyem le préféré du roi, furent tués et le prudent Duwat devint roi après le renoncement et l'assassinat de son père. Le nouveau roi dégrada tous les fils des princes défunts en les écartant du clan royal. De ce fait seuls les descendants de Duwat peuvent prétendre à intégrer la classe des Kwa Reth. Les relégués furent surnommés Ororo terme qui signifie « fils d'une foule de jeunes filles ».

## Cérémonie de l'épine
Tous les Ororo actuels ne sont pas des descendants des fils vaincus du roi Odak Ocolo. Après cet épisode historique, d'autres branches de la lignée royale ont été écartées de la succession au trône. Durant la « Cérémonie de l'épine » tout roi Shilluk peut écarter une branche familiale du Kwa reth le clan royal d'où sont issus les prétendants au trône, les membres dégradés étant relégués au rang d'Ororo. Cette cérémonie est très peu documentée, Wilhelm Hofmayr rapporte en 1925 que Fadiet (le vingt-septième roi) a tenté mais sans succès d'écarter la lignée de Wak (le quatorzième roi). Durant la cérémonie, le roi des Shilluk sacrifie un taureau en présence de représentants de la lignée déchue et sort une épine hors du sol où elle avait été auparavant plantée. Les Shilluk disent à propos des Ororo qu'ils « n'ont pas d'épine » (bung kodh yi gen).

## Fonctions
Les Ororo occupent d'importantes fonctions durant les cérémonies funéraires royales et lors des intronisations qui se déroulent à Fachoda. La tradition veut que chaque souverain épouse plusieurs femmes issues du clan des Ororo. Si le roi n'est plus capable d'avoir des relations sexuelles, elles rapportent ce fait aux chefs de leur clan. D'après Charles Gabriel Seligman l'exécution rituelle du roi est décidée par les Ororo ; la santé défaillante du roi pouvant rejaillir sur toute l'ethnie. Un membre du clan est alors chargé de tuer le roi, éventuellement par une de ses épouses Ororo.